# John Chadwick
John Chadwick (Londres, 21 de mayo de 1920–Hertfordshire, 24 de noviembre de 1998) fue un lingüista y profesor inglés de lenguas clásicas. Su fama la debe a su participación en el desciframiento del Lineal B, junto con Michael Ventris.

## Biografía
Nacido en Londres y educado en la escuela de St Paul y el colegio del Corpus Christi, fue oficial de la Marina Británica durante la Segunda Guerra Mundial.
Tras la guerra se casó y pasó a formar parte de los empleados del Oxford Classical Dictionary antes de comenzar sus clases de lenguas clásicas en Cambridge en 1952. Ese mismo año empezó a trabajar con Ventris en el descifrado progresivo del Lineal B. Ambos escribieron el artículo Documents in Mycenean Greek (Documentos en griego micénico) en 1956 tras una controvertida primera publicación tres años antes. Los conocimientos filológicos de Chadwick se aplicaron a la teoría inicial de Ventris de que el Lineal B era una forma de griego, en vez de otra lengua mediterránea, y juntos publicaron en 1953 el primer artículo en el que defendían su desciframiento.
Tras la muerte de Ventris en 1956, Chadwick se convirtió en la primera autoridad en el lineal B, escribiendo un libro de divulgación popular sobre el tema The Decipherment of Linear B (El desciframiento del lineal B) en 1958 y revisando Documents in Mycenean Greek en 1978.
Se retiró en 1984, cuando ya se había convertido en Perceval Maitland Laurence Reader en lenguas clásicas en Cambridge. Continuó sus estudios hasta su muerte, siendo miembro activo de diversas prestigiosas sociedades internacionales y escribiendo numerosos artículos populares y académicos.

## Publicaciones
- Chadwick, John (1977). El mundo micénico. Alianza. ISBN 84-206-7920-8.
- Chadwick, John (1958). The Decipherment of Linear B. Second edition (1990). Cambridge UP. ISBN 0-521-39830-4.
- Chadwick, John (1976). The Mycenaean World. Cambridge UP. ISBN 0-521-29037-6.
- Ventris, Michael y Chadwick, John (1956). Documents in Mycenaean Greek. Second edition (1974). Cambridge UP. ISBN 0-521-08558-6.
- John Chadwick, Louis Godart, John T. Killen, J. P. Olivier, Anna Sacconi, I. A. Sakellarakis. Corpus of Mycenaean Inscriptions from Knossos. Roma 1986 (I vol.), 1990 (II vol.), 1997 (III vol.), 1998 (IV vol.)